# HD 45976
HD 45976，又名BD-09 1493，SAO 151573、HR 2367，是一颗恒星，视星等为5.93，位于銀經219.58，銀緯-9.26，其B1900.0坐标为赤經6h 25m 27.5s，赤緯-10° -9.26′ 50″。